# Jack Benny
Jack Benny (született: Benjamin Kubelsky) (Chicago, 1894. február 14. – Beverly Hills, 1974. december 26.) Golden Globe- és kétszeres Primetime Emmy-díjas amerikai rádiós és tévés.

## Útja a hírnévhez
Tizenéves korában indult el a szórakoztatóipari pályafutása, amikor a helyi színházban hegedülni kezdett. Az első világháborúban tengerészként harcolt, és a tengerészektől kapta a „Jack” becenevet. Egyszer a tengerészeknél megkérték, hogy adjon elő egy műsort, ekkortól kezdett el a hegedülés mellett vicceket mesélni, ekkortól számítható komédiásnak. A háború után visszatért a színházba, ahol a kis Vaudeville-ektől eljutott a Broadway-ig mint ceremóniamester, konferanszié. Valamikor a húszas évek elején a legifjabb Marx-testvér, Zeppo bemutatta a későbbi feleségének, Sadye Marksnak. Jack később a műsorában a feleségével együtt is fellépett, akit ekkor már Mary Livingstone-nak hívtak. A nagy áttörés akkor történt meg, amikor Jacket felfedezte Irving Thalberg, a producer, és az 1929-es „Hollywood Revue”-ben szerepelt a ceremóniamester szerepében. 1932-ben Jack szerepelt a rádióban mint vendég, de akkora sikere volt, hogy a Canada Dry saját műsort ígért neki.

## Rádiós évei
Jack első rádiós mondata: „This is Jack Benny talking. There will now be a slight pause while everyone says, «Who cares?»”, vagyis: »Itt Jack Benny beszél. Most egy kis szünet, míg azt mondják: „Kit érdekel?”«. Jack rádióműsora 1932-től 1953-ig hetente adásban volt. Támogatói voltak: Canada dry, Chevrolet, General Tire, Jell-o, Grape Nuts, és a legismertebb, a Lucky Strike.
Jack legismertebb filmje az 1942-es „Lenni vagy nem lenni”, amit Ernst Lubitsch rendezett, a női főszereplő pedig Carole Lombard volt, utolsó szerepében.
Jack Amerika-szerte népszerű volt a humoros, ötletes, és szellemes rádióműsora révén. Ez a műsor tulajdonképpen minden sitcom ősatyja. A műsorban szerepelt még Mary Livingstone, mint titkárnő, Phil Harris mint a műsor zenekarának a vezetője, Rochester (Eddie Anderson), a néger inas, Don Wilson, a bemondó, és egy ifjú, szeleburdi tenor: kezdetben Kenny Baker, később Dennis Day. Rochester szerepeltetése különleges volt az akkori rádiózásban, mert a négereket fehérek játszották kifestve, és inkább gúnyolták őket, mint az Amos 'n Andy show-ban. Rochester gyorsan belopta magát a közönség szívébe, köszönhetően a humorának és a különleges hangjának.

## Televíziós évei
Az 1949-es tesztadást követően 1950-ben megindult Jack televíziós karrierje. Első tévés mondata: „Egymillió dollárt adnék, ha megtudhatnám, hogy nézek ki.” Természetesen rádiós társulatát Phil Harris kivételével vitte tovább magával. Eleinte háromhetente volt adásban, majd kéthetente. Az írók is ugyanazok maradtak, sőt volt, hogy korábbi rádióműsorokat újra előadtak az új médiumon. 1953-ban Marilyn Monroe ebben a műsorban vendégszerepelt, ami az egyetlen képernyős szereplése. A műsor egészen 1965-ig ment.

## A legenda
Jack Benny 1974. december 26-án, 80 évesen, rákban hunyt el. Johnny Carson, az egyik legjelentősebb televíziós személyiség óriási csapásnak élte meg példaképének távozását, de a barátai (például George Burns és Frank Sinatra); valamint százmilliós rajongótábora számára is óriási veszteség volt. Bár ő meghalt, színpadi figurája a mai napig töretlenül él tovább. Ennek a figurának talán a legfőbb tulajdonságai a zsugoriság, a beképzeltség, az önteltség és a hiúság. Jack Benny arra késztette a közönségét, hogy nevessen ezeken rossz jellemvonásokon, és ez tette őt, és teszi még mindig az emberek kedvencévé.